# Jardin zoobotanique de Kazan
Le jardin zoobotanique de Kazan (Казанский зооботанический сад) est un jardin botanique et un parc zoologique situé à Kazan en Russie. C'est l'un des plus anciens parcs de ce type en Europe, puisqu'il a été fondé en 1806.

## Histoire
Ce jardin de sept hectares a été fondé par l'université de Kazan à l'initiative de Karl Friedrich Fuchs (1776-1846) et agrandi en 1829 au nord du lac de Kaban. L'orangerie est ouverte en 1834 et le jardin devient accessible au public. L'orangerie sert aujourd'hui de serre tropicale avec une palmeraie dont certains exemplaires ont été plantés au XIXe siècle. On y trouve deux exemplaires de Trachycarpus excelsa (H Wendl.) âgés de plus de cent cinquante ans.
Le jardin botanique de Kazan a été réuni en 1931 sous la même administration que le parc zoologique du musée d'État du Tatarstan et sous la dénomination de parc zoobotanique de Kazan.

## Aujourd'hui
On y trouve aujourd'hui cent quarante-cinq espèces d'animaux représentant mille deux cent un individus, dont vingt-sept espèces menacées. La collection botanique représente 5 941 exemplaires dont vingt espèces inscrites à la liste rouge de l'UICN.
Le jardin botanique de Kazan est en lien avec une cinquantaine de parc zoologiques et avec une trentaine de jardins botaniques. Il appartient au département de l'Oural du conseil des jardins botaniques de l'Oural et de la région de la Volga et collabore avec le BGCI. Il est membre depuis 1996 de l'association européenne des zoos et des aquariums.
Le parc élève entre autres des ours blancs rares (à lunettes) et quatre espèces d'oiseaux rares: le pygargue à queue blanche; le pygargue empereur, l'aigle impérial et le vautour moine.